# Episema culoti
Episema culoti är en fjärilsart som beskrevs av Emile Enrico Ragusa 1923. Episema culoti ingår i släktet Episema och familjen nattflyn. Inga underarter finns listade i Catalogue of Life.